# Glaphyra
Glaphyra är ett släkte av skalbaggar. Glaphyra ingår i familjen långhorningar.

## Dottertaxa tillGlaphyra, i alfabetisk ordning[1]
- Glaphyra aemulata
- Glaphyra aerifera
- Glaphyra alashanica
- Glaphyra angularis
- Glaphyra approximans
- Glaphyra bassettii
- Glaphyra chalybeella
- Glaphyra cobaltina
- Glaphyra concolor
- Glaphyra congrua
- Glaphyra contristata
- Glaphyra cordigera
- Glaphyra cupreoviridis
- Glaphyra cyanescens
- Glaphyra definita
- Glaphyra densepunctata
- Glaphyra dentifera
- Glaphyra diasema
- Glaphyra elliptica
- Glaphyra excisa
- Glaphyra felicina
- Glaphyra fraudulenta
- Glaphyra frivola
- Glaphyra gilvitarsis
- Glaphyra gracilis
- Glaphyra grandinotata
- Glaphyra hattorii
- Glaphyra horaki
- Glaphyra ichikawai
- Glaphyra ishiharai
- Glaphyra ivorensis
- Glaphyra jiuyuehtana
- Glaphyra kiyoyamai
- Glaphyra kobotokensis
- Glaphyra kojimai
- Glaphyra kucerai
- Glaphyra kurosawai
- Glaphyra laeta
- Glaphyra lampros
- Glaphyra lanata
- Glaphyra lecta
- Glaphyra lishanensis
- Glaphyra liukueiensis
- Glaphyra luculenta
- Glaphyra malmusii
- Glaphyra minimalis
- Glaphyra misella
- Glaphyra modesta
- Glaphyra molorchoides
- Glaphyra moraveci
- Glaphyra morii
- Glaphyra nanica
- Glaphyra nigritula
- Glaphyra nobilitata
- Glaphyra perfuga
- Glaphyra plagiata
- Glaphyra planicollis
- Glaphyra plavilstshikovi
- Glaphyra principata
- Glaphyra prolixa
- Glaphyra rufosternalis
- Glaphyra rufulipes
- Glaphyra satoi
- Glaphyra scabrida
- Glaphyra schmidti
- Glaphyra semitaiwana
- Glaphyra serra
- Glaphyra shibatai
- Glaphyra shimai
- Glaphyra sikkimana
- Glaphyra starki
- Glaphyra strangulata
- Glaphyra subglabra
- Glaphyra sungkangensis
- Glaphyra taiwana
- Glaphyra takeuchii
- Glaphyra tantula
- Glaphyra tarsata
- Glaphyra tenuitarsis
- Glaphyra tjanschanica
- Glaphyra uenoi
- Glaphyra unanimis
- Glaphyra watani
- Glaphyra vera
- Glaphyra villosipes
- Glaphyra viridescens